# Atrococcus gouxi
Atrococcus gouxi är en insektsart som beskrevs av Matile-ferrero 1983. Atrococcus gouxi ingår i släktet Atrococcus och familjen ullsköldlöss.
Artens utbredningsområde är Schweiz. Inga underarter finns listade i Catalogue of Life.